# Девушка по соседству (роман)
«Де́вушка по сосе́дству» (англ. The Girl Next Door) — четвёртый роман Джек Кетчама, опубликованный в 1989 году. Произведение основано на реальной истории американской девушки Сильвии Лайкенс, замученной до смерти Гертрудой Банишевски.

## Сюжет
Главный герой произведения — Дэвид Морган, от лица которого ведётся повествование. Морган рассказывает о своих юношеских воспоминаниях. Действие происходит в 1950-х годах в одном из небольших американских городов.
Рядом с домом Моргана жила женщина по имени Рут Чендлер, мать-одиночка, воспитывавшая шестерых детей и злоупотреблявшая алкоголем. Чендлер вызывала симпатию окрестных подростков, так как позволяла драться и грубо себя вести в её доме, употреблять пиво и курить.
В 1958 году к Чендлер приехали две её осиротевшие племянницы, Мэг и её младшая тяжело больная сестра Сьюзан. Спустя некоторое время Дэвид влюбился в Мэг, одновременно начав замечать всё больше странностей в поведении Рут, свидетельствующих о психических отклонениях женщины.
Первое время после приезда девочек Рут лишь оскорбляла их, но затем перешла к регулярным избиениям; вскоре Чендлер начала хвалить своих детей, когда они пытали Мэг, например, тушили о тело последней сигареты. Женщина заперла Мэг в подвале, где девушка умерла от нанесённых ей повреждений незадолго до приезда полиции.
Разгневанный Дэвид столкнул Рут с лестницы, из-за чего та скоропостижно скончалась. Полицейский знал об этом, но представил смерть как самоубийство. В финале Дэвид рассказывает, что дети Рут, пытавшие Мэг, стали либо преступниками, либо нищими, и все умерли в раннем возрасте.

## Сильвия Лайкенс
Роман основан на истории убийства Сильвии Мэри Лайкенс. В возрасте шестнадцати лет Лайкенс была оставлена отцом на попечение домохозяйки Гертруды Банишевски вместе со своей младшей сестрой Дженни. Отец выплачивал Банишевски 20 долларов в неделю. Сильвия подвергалась жестокому обращению со стороны Банишевски, её детей Полы и Джона и живущих по соседству подростков Ричарда Хоббса и Коя Хаббарда. Спустя три месяца Лайкенс скончалась от внутримозгового кровоизлияния, шока и недоедания. Данный случай получил широкий резонанс в США и был назван «самым худшим преступлением против человека в истории Индианы».

## Критика
На сайте Amazon.com произведение имеет рейтинг 4,5 из 5. Поклонниками книги являются американский писатель Стивен Кинг и бывший австралийский политик Дэвид Бартлетт.

## Экранизация
В 2007 вышел фильм «Девушка по соседству», основанный на данном романе. В этом фильме в главных ролях снялись Уильям Атертон (взрослый Дэвид Морган), Блайт Оффарт (Мэг) и Бланш Бейкер (Рут Чендлер).